# Uiseong
Der Landkreis Uiseong (kor.: 홍성군, Uiseong-gun) befindet sich in der Provinz Gyeongsangbuk-do in Südkorea. Der Verwaltungssitz befindet sich in der Stadt Uiseong-eup. Der Landkreis hatte eine Fläche von 1176 km² und eine Bevölkerung von 53.237 Einwohnern im Jahr 2019.
Der Kreis liegt in der Nähe des Zentrums der Provinz und wird im Norden von Andong, im Osten von Cheongsong, im Süden von Gunwi und im Westen von Sangju und Yecheon begrenzt. Wie in vielen Teilen Koreas ist das Gebiet zum größten Teil bewaldet. Nur etwa 19 % der Fläche des Landkreises sind Ackerland. Der Landkreis ist größtenteils ländlich geprägt und die Wirtschaft wird von der Landwirtschaft dominiert

Lage des Landkreises in Gyeongsangbuk-do